# Robert Cohen (scénariste)
Pour les articles homonymes, voir Robert Cohen et Cohen.
Robert "Rob" Cohen est un scénariste canadien né le 14 février 1962. Il a grandi à Calgary. Il a travaillé comme scénariste pour Les Simpson (il est seulement crédité pour l'épisode Un cocktail d'enfer), Les Années coup de cœur, The Ben Stiller Show, MADtv, Voilà !, Le Roi de Las Vegas et American Dad!. Il est le frère cadet du scénariste Joel H. Cohen.
Il est parfois crédité sous le nom Rob Cohen, mais il ne s'agit pas de la même personne que le réalisateur Rob Cohen.